# سیاه‌مرغ‌های زرین
سیاه‌مرغ‌های زرین (نام علمی: Chrysomus) سرده‌ای از پرندگان تیرهٔ سیاه‌پرگان (Icteridae) است.
این سرده توسط ویلیام سواینسون در سال ۱۸۳۷ بنیان‌گذاری شد و دارای دو گونهٔ زیر است.
- سیاه‌مرغ کلاه‌زرد
- سیاه‌مرغ کلاه‌بلوطی